# Lil Peep
Pour les articles homonymes, voir Peep et AHR.
Lil Peep, de son vrai nom Gustav Elijah Åhr, né le 1er novembre 1996 à Allentown (Pennsylvanie) et mort le 15 novembre 2017 à Tucson (Arizona) est un chanteur, rappeur et musicien américain d’origine allemande et suédoise.
Pionnier de l’emo-rap avec des artistes émergeant de SoundCloud comme XXXTentacion ou encore Juice Wrld, il est considéré avec ces derniers comme l’un des artistes les plus prolifiques et important de la fin des années 2010.
Il était membre du collectif GothBoiClique catégorisé dans le genre emo rap. Lil Peep a été reconnu comme une figure marquante de la musique rap emo et a servi d'inspiration au cours de sa courte carrière. 
Lil Peep a été incinéré à Huntington Station à New York.

## Biographie

### Jeunesse et formation
Lil Peep naît le 1er novembre 1996 en Pennsylvanie d'une mère d'origine allemande et irlandaise institutrice dans une école élémentaire et d'un père d'origine allemande et suédoise professeur dans une université,. Il a un frère prénommé Oskar. Ses parents divorcent lorsqu'il a 14 ans.
Il grandit à Long Beach et, adolescent, fréquente le lycée local qu'il abandonne à ses 17 ans. Il commence sa carrière musicale à la même période et publie ses musiques sur YouTube et SoundCloud. Après avoir passé son diplôme en suivant des cours en ligne, il emménage à Los Angeleset rejoint le collectif Schemaposse auprès de JGRXXN, Ghostemane et CraigXen.

### Débuts
Il débute ses morceaux sous le nom de Trap Goose, changeant par la suite son nom de scène en Lil Peep, parce que sa mère le surnommait Peep. Il enregistre ses premières mixtapes dans sa chambre en 2015 avec Lil Peep Part One et Live Forever. Certaines de ses chansons, notamment The way I see things et Star Shopping, sont très écoutées sur SoundCloud. Sa popularité continue de croitre après la sortie de Beamer Boy, qui l'a amené à se produire pour la première fois en live le 13 février 2016 à Tucson en Arizona, avec le collectif de rappeurs et producteurs Schemaposse. 
Mais c'est en grande partie avec ses mixtapes Crybaby enregistré sur une période d'un mois et terminé quelques heures avant sa sortie le 10 juin 2016 et Hellboy sorti le 25 septembre 2016 qu'il se fait vraiment connaître. Lil Peep n'étant plus associé à un membre collectif, Schemaposse se sépare de Lil Peep. À la suite de la rupture de Schemaposse, Lil Peep a commencé à s'associer au groupe collectif de rap GothBoiClique. 

### Succès
En juin 2017, il met en ligne les vidéo clips de ses titres Benz Truck et Awful Things. Une critique du New York Times situe ses chansons entre le hip-hop et l'emo, et le qualifie de Kurt Cobain de la scène rap SoundCloud.
Son premier album, Come Over When You're Sober, sort le 15 août 2017. L'album contient les singles Benz Truck, The brightside, Awful Things et Save That Shit. Peu de temps après il entame sa deuxième tournée mondiale, commençant au Royaume-Uni en septembre et s'installant en Allemagne avant de se terminer aux États-Unis en novembre.

### Mort
Le 15 novembre 2017, les médias annoncent sa mort d'une overdose, à l'âge de 21 ans. Le chanteur avait été retrouvé la veille dans le bus de sa tournée à Tucson. Des éléments indiquent qu'il serait mort à la suite d'une prise de Xanax. Un rapport toxicologique ultérieur attribue précisément le décès à une overdose de fentanyl et d'alprazolam (Xanax),,.

### Après sa mort
Depuis la mort de Lil Peep, tous ses comptes sur les réseaux sociaux ainsi que ses interviews sont gérés par Lil Peep Estate, un groupe de proches et de membres de sa famille.
En décembre 2017, Marshmello publie Spotlight, une chanson enregistrée peu avant la mort du rappeur. En janvier 2018, sa mère révèle que Lil Peep aurait enregistré des dizaines de morceaux encore non-publiés. Le 14 mai 2018 paraît le titre 4 Gold Chains en featuring avec Clams Casino. Le 19 septembre 2018 sort le morceau posthume Falling Down en featuring avec XXXTentacion et en hommage aux 2 rappeurs décédés. Le 27 septembre 2018 sort le morceau posthume Sunlight On Your Skin en featuring avec ILoveMakonnen. Le 15 octobre 2018, son compte Instagram poste une photo d'une cassette, annonçant l'arrivée de son album posthume : Come Over When You're Sober, Pt. 2. Le 1er novembre 2018, date de son anniversaire, est publié le morceau Runaway. Le 7 novembre 2018 sort le morceau posthume Life Is Beautiful. Le 9 novembre 2018 sort son deuxième album très attendu par les fans, Come Over When You're Sober, Pt. 2 (souvent raccourci en COWYS Pt. 2). Le 3 novembre 2019 sort son EP Goth Angel Sinners. Le 15 novembre 2019, deux ans après sa mort, sort la compilation d'albums Everybody's Everything. Ce projet est sorti en même temps que le documentaire du même nom. Le 5 mars 2020 est republié son EP Vertigo. Son EP California Girls en collaboration avec Nedarb est republié le 29 janvier 2021. Le 5 novembre 2021 est republié son EP Friends, en collaboration avec Younggoth. Son EP HIGH FASHION, en collaboration avec Harry Fraud est republié le 3 décembre 2021. Son EP feelz est republié le 20 mai 2022 sur toutes les plateformes musicales.

### Vie privée
En 2017, Lil Peep a entretenu une relation amoureuse avec Bella Thorne,,. Le 8 août 2017, il déclare sur Twitter être bisexuel.
Lil Peep était très proche de sa mère, Lisa Womack, allant jusqu'à tatouer ses initiales et son anniversaire sur son bras lors de son premier tatouage à l'âge de quatorze ans. C'est à elle qu'il doit le surnom de "Peep". Il a joué du trombone et du tuba et a exprimé son intérêt pour la musique et la mode dès son plus jeune âge. Au moment de son décès, Lil Peep résidait à Portobello Road, à Londres, avec ses amis et proches collaborateurs, Bexey et Smokeasac.
Lil Peep a rendu public ses problèmes de dépression, d'anxiété et de toxicomanie et a déclaré qu'il souffrait de trouble bipolaire.

## Style musical
Lil Peep a été décrit comme faisant du lo-fi rap et du emo rap. Le critique musical du New York Times, Jon Caramanica, a défini Lil Peep comme étant le Kurt Cobain du rap local et a décrit sa musique comme sombre et diaboliquement mélodique. Lil Peep a dit qu'il voulait devenir le « nouveau Kurt Cobain ». Il aborde des thèmes tels que la dépression, la consommation de drogue, les relations passées, les pensées suicidaires et réunit plusieurs genres musicaux tels que l'émo, le rock alternatif, le pop-punk, le dream pop et la musique trap et hip-hop.
Un ami proche et producteur exécutif de Come Over When You're Sober, Pt.1 a dit que Lil Peep « voulait donner de la voix à des personnes souffrant d'anxiété et de dépression, à des personnes maltraitées, et à des personnes incomprises comme lui. Il avait ses propres démons et il faisait face à ces démons en créant de la musique. »
AllMusic a décrit sa musique comme un mélange d’influences hip-hop et rock ainsi que de trap, de punk et de dream pop. Steven J. Horowitz du magazine en ligne Pitchfork l'avait décrit comme l'avenir de l'emo.
Avant la sortie de son premier album, il a mentionné des inspirations tels que Kurt Cobain, David Bowie, Frank Ocean et Riff Raff. Lil Peep a également cité Anthony Kiedis comme son idole. Ses autres influences musicales incluent Gucci Mane, Red Hot Chili Peppers, Future, Crystal Castles, Seshollowaterboyz, Rozz Dyliams, My Chemical Romance et Panic! at the Disco. Il a samplé dans ses chansons des artistes tels que Blink-182, Pierce the Veil, Brand New, Radiohead, Underoath, Three Days Grace, Avenged Sevenfold, Slayer, The Postal Service, Oasis et The Microphones,.

## Discographie

### Albums studios
- 15 août 2017 : Come Over When You're Sober, Pt. 1
- 9 novembre 2018 : Come Over When You're Sober, Pt. 2

### Compilations
- 15 novembre 2019 : Everybody's Everything

### Mixtapes
- 18 septembre 2015 : Lil Peep Part One
- 1er novembre 2015 : Mall Musicc (avec Boy Froot)
- 2 décembre 2015 : Live Forever
- 10 juin 2016 : Crybaby
- 25 septembre 2016 : Hellboy

### EPs
- 16 mai 2015 : Feelz
- 25 août 2015 : Garden (avec Death+)
- 17 octobre 2015 : In The Bedroom, I Confess (avec OmenXIII)
- 14 novembre 2015 : Romeo's Regret (avec Bexey)
- 19 décembre 2015 : Vertigo (avec John Mello)
- 16 janvier 2016 : California Girls (avec Nedarb)
- 9 février 2016 : Elemental (avec Jgrxxn et Ghostemane)
- 3 mars 2016 : Dead Broke (avec ItsOKToCry)
- 19 juin 2016 : Teen Romance avec Lederrick)
- 4 juillet 2016 : Castles (avec Lil Tracy)
- 6 février 2017 : Castles II (avec Lil Tracy)
- 31 octobre 2019 : Goth Angel Sinner